# Carex suifunensis
Carex suifunensis är en halvgräsart som beskrevs av Vladimir Leontjevitj Komarov. Carex suifunensis ingår i släktet starrar, och familjen halvgräs. Inga underarter finns listade i Catalogue of Life.